# Día de la Lengua Inglesa en las Naciones Unidas
El Día de la Lengua Inglesa en las Naciones Unidas es una jornada que se celebra anualmente el 23 de abril desde 2010, fue establecida por el Departamento de Información Pública de la ONU el 19 de febrero de ese mismo año.

## Proclamación
Con motivo del Día Internacional de la Lengua Materna, celebrado el 21 de febrero, el Departamento de Información Pública de las Naciones Unidas anunció el 19 de febrero de 2010 el lanzamiento de los Días de las Lenguas en las Naciones Unidas.  El multilingüismo en la Organización de las Naciones Unidas (ONU) es un reflejo de su compromiso con la inclusión, el respeto por la diversidad cultural y la promoción de la comprensión mutua entre los pueblos de diferentes regiones lingüísticas. La ONU reconoce seis idiomas oficiales: árabe (18 de diciembre), chino (20 de abril), inglés (23 de abril), francés (20 de marzo), ruso (6 de junio) y español (23 de abril), con el objetivo de promover su uso igualitario en todas las operaciones de la organización. Esta política multilingüe no solo facilita la comunicación efectiva y la participación de todos los Estados miembros, sino que también sirve como un instrumento para preservar y celebrar la rica diversidad lingüística y cultural del mundo.

## Celebración
La celebración del Día de la Lengua Inglesa en las Naciones Unidas, cada 23 de abril, reconoce la relevancia del idioma inglés y coincide con el aniversario de Shakespeare, reflejando la influencia del dramaturgo en el inglés moderno y reconociendo el uso global del inglés como lingua franca en diversas interacciones internacionales. La decisión de celebrar este día refleja el reconocimiento de la ONU hacia el inglés como uno de sus dos idiomas de trabajo y subraya el compromiso de la organización con el multilingüismo y la diversidad cultural.